# Traslitterazione del bulgaro
La traslitterazione del bulgaro è il sistema di traslitterazione dei testi in bulgaro dall'alfabeto cirillico a quello latino. Esistono vari sistemi di traslitterazione:
| Cirillico | ALA/LC | BGN/PCGN prima del 2013 | ISO 9 | Nazioni Unite prima del 2012; Sistema slavistico italiano | Sistema Danchev | Sistema ufficiale del governo bulgaro; Nazioni Unite dal 2012; Sistema BGN/PCGN 2013 |
| --------- | ------ | ----------------------- | ----- | --------------------------------------------------------- | --------------- | ------------------------------------------------------------------------------------ |
| а         | a      | a                       | a     | a                                                         | a               | a                                                                                    |
| б         | b      | b                       | b     | b                                                         | b               | b                                                                                    |
| в         | v      | v                       | v     | v                                                         | v               | v                                                                                    |
| г         | g      | g                       | g     | g                                                         | g               | g                                                                                    |
| д         | d      | d                       | d     | d                                                         | d               | d                                                                                    |
| е         | e      | e                       | e     | e                                                         | e               | e                                                                                    |
| ж         | zh     | zh                      | ž     | ž                                                         | zh              | zh                                                                                   |
| з         | z      | z                       | z     | z                                                         | z               | z                                                                                    |
| и         | i      | i                       | i     | i                                                         | i               | i                                                                                    |
| й         | ĭ      | y                       | j     | j                                                         | y               | y                                                                                    |
| к         | k      | k                       | k     | k                                                         | k               | k                                                                                    |
| л         | l      | l                       | l     | l                                                         | l               | l                                                                                    |
| м         | m      | m                       | m     | m                                                         | m               | m                                                                                    |
| н         | n      | n                       | n     | n                                                         | n               | n                                                                                    |
| о         | o      | o                       | o     | o                                                         | o               | o                                                                                    |
| п         | p      | p                       | p     | p                                                         | p               | p                                                                                    |
| р         | r      | r                       | r     | r                                                         | r               | r                                                                                    |
| с         | s      | s                       | s     | s                                                         | s               | s                                                                                    |
| т         | t      | t                       | t     | t                                                         | t               | t                                                                                    |
| у         | u      | u                       | u     | u                                                         | ou              | u                                                                                    |
| ф         | f      | f                       | f     | f                                                         | f               | f                                                                                    |
| х         | kh     | kh                      | h     | h                                                         | h               | h                                                                                    |
| ц         | t͡s     | ts                      | c     | c                                                         | ts              | ts                                                                                   |
| ч         | ch     | ch                      | č     | č                                                         | ch              | ch                                                                                   |
| ш         | sh     | sh                      | š     | š                                                         | sh              | sh                                                                                   |
| щ         | sht    | sht                     | ŝ     | št                                                        | sht             | sht                                                                                  |
| ъ         | ŭ      | ŭ                       | ″     | ǎ                                                         | u               | a                                                                                    |
| ь         | –      | '                       | ′     | j                                                         | y               | y                                                                                    |
| ю         | i͡u     | yu                      | û     | ju                                                        | yu              | yu                                                                                   |
| я         | i͡a     | ya                      | â     | ja                                                        | ya              | ya                                                                                   |
| ѣ         | i͡e     | e, ya                   | ě     |                                                           |                 |                                                                                      |
| ѫ         | u̐      | ŭ                       | ǎ     |                                                           |                 |                                                                                      |

Le ultime due lettere si trovano solo in testi antecedenti il 1945.
Per le traslitterazioni sulla Wikipedia in italiano vengono usate la traslitterazione scientifica o slavistica italiana e quella ufficiale del governo bulgaro.

## Esempio di traslitterazione
La differenze nella traslitterazione delle lettere "ч", "ж", "я" e "ъ" sono sottolineate.
| Cirillico | Scientifica | Ufficiale | Italiano |
| --- | --- | --- | --- |
| Всички хора се раждат свободни и равни по достойнство и права. Tе са надарени с разум и съвест и следва да се отнасят помежду си в дух на братство. | Vsički hora se raždat svobodni i ravni po dostojnstvo i prava. Te sa nadareni s razum i sǎvest i sledva da se otnasjat pomeždu si v duh na bratstvo. | Vsichki hora se razhdat svobodni i ravni po dostoynstvo i prava. Te sa nadareni s razum i savest i sledva da se otnasyat pomezhdu si v duh na bratstvo. | Tutti gli esseri umani nascono liberi ed eguali in dignità e diritti. Essi sono dotati di ragione e di coscienza e devono agire gli uni verso gli altri in spirito di fratellanza. |